# 科學麵
科學麵，由台灣統一企業推出的速食麵品牌，1978年，統一企業推出與王子麵相同類型的科學麵。因為科學麵具有比王子麵更多的統一超商通路，於是逐漸取代王子麵，成為臺灣新的速食麵霸主。 

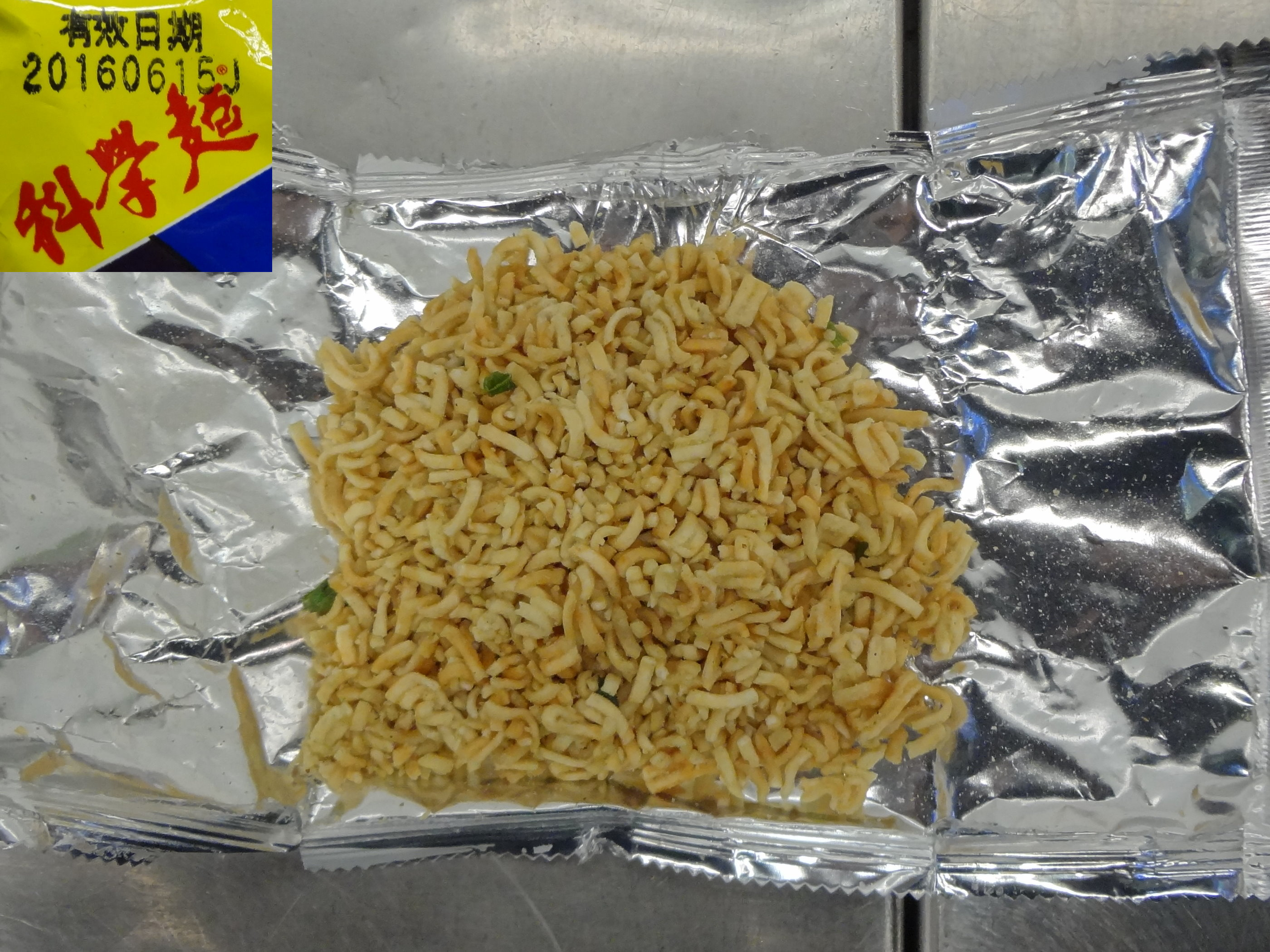
科學麵Mini包內容物，是已經壓碎並添加調味粉的麵條

## 概論
科學麵的名稱來自於1977至1978年在中視播放的日本電視動畫《科學小飛俠》。推出之後，業績良好，在2016年PChome 24h購物公布的上半年泡麵食品銷售排行榜排名第一。